# Jurassic Park (banda sonora)
Cada pel·lícula de la trilogia de Jurassic Park, hi ha hagut banda sonora original. La de la primera (Parc Juràssic) i la segona part (The Lost World: Jurassic Park) han estat compostes per John Williams i la tercera (Jurassic Park III) per Don Davis.

## Parc Juràssic
Jurassic Park és el dotzè projecte amb el compositor de renom John Williams que ha treballat amb Steven Spielberg. Va compondre, conduir i produir la banda sonora per la pel·lícula. La majoria dels treballs van ser orquestrades per John Neufeld, amb dos d'aquestes parcialment orquestrades per Conrad Pope i tres altes completament orquestrades per Alexander Courage. i Artie Kane va fer algunes aportacions.
MCA Records va llançar un àlbum de banda sonora per la pel·lícula el 25 de maig de 1993. També produït per Williams, aquest àlbum inclou la majoria de les peces principals de la pel·lícula, sovint editat juntament en pistes més llargues i conté material que no es va utilitzar en la pel·lícula. Diversos passatges també es repeteixen en diferents pistes.
La partitura va ser orquestrada per Alexander Courage, John Neufeld, Conrad Pope, Aimee Vereecke i Dennis Dreith. El procés de composició es va fer al Ranxo Skywalker simultàniament amb el procés d'edició de so, el que va portar a Williams a inspirar-se en el treball de Gary Rydstrom amb els sorolls dels dinosaures. Williams ho va descriure com "un esforç dur i sorollós, un treball massiu de dibuixos simfònics". De la mateixa manera que Spielberg va escriure , Encontres a la tercera fase Williams va sentir que necessitava escriure "peces que transmetessin una sensació de 'admiració' i fascinació", atès que la pel·lícula tractava de la "felicitat i il·lusió aclaparadores", que sorgirien de veure dinosaures vius. Les escenes de més suspens, com l'atac del tiranosaure rex, van guanyar temes aterridors. Per primera vegada, Spielberg no va poder assistir a les sessions de gravació d'una de les seves pròpies pel·lícules, ja que estava a Polònia filmant La llista de Schindler. En lloc d'això, Williams va donar a Spielberg cintes de demostració amb versions per a piano dels temes principals abans del seu viatge, i el director les escoltava diàriament de camí als platós.

### Temes
Tres grans idees melòdiques es poden escoltar. La primera, coneguda simplement com a "Theme from Jurassic Park", transmet l'elegància i la bellesa dels dinosaures i fa d'introducció quan els visitants veuen el primer Brachiosaurus. Un altre tema pren la forma per primera vegada quan l'helicòpter s'aproxima a illa Nublar, aquest, també, sembla representar els dinosaures i el parc on habiten. Tots dos temes també s'utilitzen per a escenes més tranquil·les, els moments més tendres de la partitura, en general amb instruments de vent de fusta, banyes, o teclats.
El tercer tema important és molt diferent dels dos primers. Consta de quatre notes amenaçants, se sent amb freqüència en les escenes que involucren l'amenaça dels dinosaures carnívors - els velociraptors en particular la peça "Into the Kitchen" (amb títol "The Raptor Attack" en la banda sonora original) explora aquest motiu àmpliament.

### Orquestració
El so de Jurassic Park utilitza una gran orquestra que inclou sovint una varietat de percussió, dos arpes, bombardí barítons, i cor. Alguns passatges també exigeixen instruments de vent inusuals, com ara el shakuhachi i l'oboè en E♭ piccolo. D'altra banda, John Williams inclou els sintetitzadors en la major part de la partitura. Algunes peces, com "Dennis Steals the Embryos", ocupen un lloc destacat, però molts dels passatges de sintetitzadors es barregen amb sons molt més tranquils, sovint duplicant els instruments de vent o ajuden a donar contingut a les harmonies més baixes. Diversos prominents "solos" celestials (com el "Remembering Petticoat Lane") també es realitzen amb els sintetitzadors.

### Banda Sonora Original de la Pel·lícula
1. Opening Titles [0:33]
2. Theme from Jurassic Park [3:28]
3. Incident at Isla Nublar [5:20]
4. Journey to the Island [8:53]
5. The Raptor Attack [2:49]
6. Hatching Baby Raptor [3:20]
7. Welcome to Jurassic Park [7:55]
8. My Friend, the Brachiosaurus [4:16]
9. Dennis Steals the Embryo [4:56]
10. A Tree for My Bed [2:12]
11. High-Wire Stunts [4:09]
12. Remembering Petticoat Lane [2:48]
13. Jurassic Park Gate [2:04]
14. Eye to Eye [6:32]
15. T-Rex Rescue and Finale [7:40]
16. End Credits [3:29]

### Llista de peces original
A continuació es mostra la llista cronològica més completa de les peces registrades en la pel·lícula, amb els seus títols i dades originals.
1. 1ma "Opening Titles" - OST 1
2. 1m1 "Incident at Isla Nublar" - OST 3 [0:00-2:13]
3. 1m2 "The Encased Mosquito"
4. 2m1 "The Entrance of Mr. Hammond"
5. 2m3/3m1 "To the Island" - OST 4 [0:00-3:15]
6. 3m2 "The Dinosaurs" - OST 4 [3:15-7:30] i també OST 2 [0:50-fi]
7. 3m2a "The Entrance of the Park" - OST 4 [7:30-fi]
8. 3m3 "Cartoon Demonstration"
9. 4m1 "Hatching Baby Raptor" - OST 6 [0:00-2:00]
10. 4m2 "You Bred Raptors"
11. 5m1 "The History Lesson"
12. 5m2 "Jurassic Park Gate" - OST 13
13. 5m3 "Goat Bait" - OST 14 [0:00-2:22]
14. 6m2 "An Ailing Monster" - OST 8 [0:00-2:34]
15. 6m3 "The Coming Storm"
16. 7m1 "Dennis Steals the Embryos" - OST 9
17. 8m1 "The Trouble with Dennis"
18. 9m1 "The Falling Car" - OST 3 [2:13-end]
19. 9m2 "The T-Rex Chase"
20. 9/10m3a "A Tree for My Bed" - OST 10
21. 10m1 "Remembering Petticoat Lane" - OST 12
22. 10m2 "My Friend, the Brachiosaurus" - OST 8 [2:34-fi]
23. 10m3 "Eggs in the Forest" - OST 6 [2:00-fi]
24. 11m1 [Títol desconegut]
25. 11m2 "Preparing to Meet the Monster" - OST 14 [2:22-fi]
26. 11m3/12m1 "High Wire Stunts" - OST 11
27. 12m2 "Hungry Raptor"
28. 12m3/13m1 "Into the Kitchen" - OST 5
29. 13m2 "March Past the Kitchen Utensils" - OST 15 [0:00-4:08]
30. 13m3/14m1 "T-Rex to the Rescue" - OST 15 [4:08-fi]
31. 14m2 "End Credits" - OST 7 (secció final repetida com a OST 16)

En aquesta llista manca una breu introducció a l'alternativa "The Dinosaurs", sentit com el començament de la pista "Theme from Jurassic Park."

## The Lost World: Jurassic Park
Com el seu predecessor, The Lost World: Jurassic Park va ser compost pel famós compositor John Williams, un col·laborador de llarg termini amb el director Steven Spielberg. La música va ser orquestrada per Conrad Pope i John Neufeld i gravada a Los Angeles. Cal destacar que Williams no va escriure una partitura amb estereotips de la primera la pel·lícula, sinó que va desenvolupar un estil radicalment diferent per a la ubicació, repartiment, i el to del so per a aquesta pel·lícula.
L'àlbum de la banda sonora original — publicat per MCA Records el 20 de maig de 1997 — compta amb més de setanta minuts de música de la pel·lícula, incloent algun material que no va ser utilitzat en el tall final de la pel·lícula (p. ex. "The Hunt"). L'únic disc està embalat en una caixa de paper que s'obre per revelar diorames de paisatges selvàtics i els dinosaures de la pel·lícula.

### Temes
Per a aquesta banda sonora, Williams va evitar en gran manera els tres grans temes que havia escrit per a Jurassic Park. Tonades tranquil·les de "island fanfare", fins i tot amb un estat més sòlid copien nota per nota la peça "Jurassic Park Gate" de Jurassic Park. Però el "Theme from Jurassic Park" no s'escolta fins a l'escena final de la pel·lícula i els crèdits finals, i la melodia de quatre notes que va posar en relleu l'amenaça dels dinosaures carnívors a la primera pel·lícula, és gairebé totalment absent.
Això no obstant, Williams va escriure dos nous temes principals per aquesta banda sonora. El primer és una melodia commovedora composta amb corns, trombons, i les cadenes amb acompanyament proporcionades per instruments de vent de baix i percussió. Aquest tema és més fosc i menys obertament heroic que el "island fanfare", però el seu paper és força similar, ja que sobretot posa en relleu la naturalesa aventurera de l'expedició. Williams tenia la intenció d'utilitzar aquest tema només quatre vegades en la pel·lícula: l'arribada a l'illa, per la sortida de l'illa, en els moments finals de la pel·lícula, i en els crèdits finals. Però les declaracions d'aquest tema van ser rastrejats en diverses escenes addicionals de manera que se sent amb més freqüència del que en principi es tenia previst, i la versió escoltada en els crèdits finals (simplement amb nom de "The Lost World") ha estat adaptat i publicat per a concerts.
Menys memorable, però s'escolta amb molta més freqüència en la pel·lícula és el segon nou tema, una inquietant melodia de quatre notes que, bàsicament, substitueix al seu predecessor amb més audàcia amenaçadora de Jurassic Park. La pel·lícula s'obre amb aquest motiu, i es torna amb freqüència per expressar la naturalesa fosca i misteriosa de l'Illa Sorna, i els dinosaures que l'habiten.

### Estil i Orquestració
La banda sonora de The Lost World adquireix un to molt diferent de la de Jurassic Park. La pel·lícula original balanceja l'acció tensa i els elements de terror amb un sentit de sorpresa i temor, però la continuació majoritàriament no té aquest sentit. Williams va elegir tocar fins a la jungla de la pel·lícula amb una varietat d'instruments de percussió (incloent congues, bongos, tambors de la selva, carabasses, tambors de registre, i la taula). Aquests se senten en moltes escenes a l'illa Sorna, de vegades com un fons rítmic tranquil·l i, de vegades com una base intensa, ranurat per a la música d'acció descarada. L'ambient tropical es veu reforçat per altres instruments, com ara el shakuhachi i "sons d'animals", interpretat per un sintetitzador. Els temes descrits anteriorment són presents en algunes pistes, però molta de la música no es basa en qualsevol tema d'identificació.
Un altre element comú d'estil en aquesta puntuació és l'escriptura aleatòries. Per crear una sensació de caos i terror, Williams proporciona una sèrie de llançaments per a un grup d'instruments i els dona instruccions per tocar ràpidament ad libitum durant un determinat nombre de mesures. Encara que aquesta tècnica s'ha utilitzat en molts bandes sonores de Williams i altres compositors, The Lost World utilitza aquest efecte amb una freqüència inusual, sobretot per les escenes que impliquen el compsognathus.

### Banda Sonora Original de la Pel·lícula
1. The Lost World [3:34]
2. The Island Prologue [5:03]
3. Malcolm's Journey [5:44]
4. The Hunt [3:30]
5. The Trek [5:24]
6. Finding Camp Jurassic [3:03]
7. Rescuing Sarah [4:00]
8. Hammond's Plan [4:31]
9. The Raptors Appear [3:43]
10. The Compys Dine [5:07]
11. The Stegosaurus [5:20]
12. Ludlow's Demise [4:27]
13. Visitor in San Diego [7:38]
14. Finale and Jurassic Park Theme [7:54]

### Llista Original de Peces
Aquesta és la llista més completa de les peces disponibles fins a l'actualitat. Els títols de referència són els noms reals utilitzats durant la producció, com són els números de la portada.
1. 1m1 "The Island's Voice"
2. 2m2 "Revealing the Plans"
3. 3m1 "To the Island"
4. 3m2 "The Stegosaurus"
5. 3m3 "Finding the Baby"
6. 4m1 "Fire at Camp"
7. 4m2 "Corporate Choppers"
8. 4m3/5m1 "The Round Up"
9. 5m2 "Big Feet"
10. 5m3/6m1 "Spilling Petrol"
11. 5m3/6m1 Part II "Horning In"
12. 6m2/7m1 Part I "Up in a Basket"
13. 6m2/7m1 Part II "Up in a Basket"
14. 7m2/8m1 "Pain of Glass"
15. 8m2 "Truck Stop"
16. 8m3 "Reading the Map"
17. 8m4/9m1 "The Trek"
18. 9m2 "The Compys!"
19. 9m3/10mA "The Compys Dine"
20. 10m1 "Rialto Ripples"
21. 10m2 "Steiner in the Grass"
22. 10m3/11m1 "After the Fall"
23. 11m2 "The Raptors Appear"
24. 11m3/12m1 "High Bar and Ceiling Tiles"
25. 12m2 "Heading North"
26. 12m3 "Ludlow's Speech"
27. 12m4 "Wompi's Wrench"
28. 12m5 "Monster on the Loose"
29. 13m1 "A Neighborhood Visitor"
30. 13m2 "The Streets of San Diego"
31. 13m3/14m1 "Ludlow's End"
32. 14m2 "The Saving Dart"
33. "End Credit Intro"
34. "The Lost World (End Credits)"

La nova versió de "Theme from Jurassic Park" es va registrar pel que sembla per a The Lost World, però el seu títol i número d'ordre és desconegut.

## Jurassic Park III
Jurassic Park III és una banda sonora de la pel·lícula amb el mateix nom. Composta per Don Davis juntament amb la Hollywood Studio Orchestra, amb ritme ràpid a finals de la postproducció de la pel·lícula. També s'inclouen alguns temes de John Williams d'anteriors pel·lícules.
L'àlbum va ser publicat el 12 de juliol de 2001.

## Llista de pistes de l'àlbum
1. "Isla Sorna Sailing Situation" - [4:32]
2. "The Dinosaur Fly-By" - [2:15]
3. "Cooper's Last Stand" - [2:01]
4. "The Raptor Room" - [2:35]
5. "Raptor Repartee" - [3:06]
6. "Tree People" - [2:04]
7. "Pteranodon Habitat" - [3:04]
8. "Tiny Pecking Pteranodons" - [3:38]
9. "Billy Oblivion" - [2:51]
10. "Brachiosaurus On The Bank" - [2:07]
11. "Nash Calling" - [3:38]
12. "Bone Man Ben" - [7:20]
13. "Frenzy Fuselage" - [4:01]
14. "Clash Of Extinction" - [1:42]
15. "The Hat Returns/End Credits" - [5:10]
16. "Big Hat, No Cattle" - [4:26]

## Llançament promocional
Es va regalar una versió promocional als amics de Don Davis i inclou grairebé la majoria de les peces. Aquesta versió està extreta del màster original en 5.1, sense cap correcció o "remixing" per a estèreo.

### Llista de cançons
1. "Isla Sorna Sailing Situation" - [4:22]
2. "Alan and Ellie" - [1:42]
3. "Udesky, Nash and Cooper" - [2:28]
4. "Montana (Unused) - [1:17]
5. "Alan Goes" - [1:54]
6. "Dinosaur Fly-By" - [2:12]
7. "Cooper's Last Stand" - [2:45]
8. "Frenzy Fuselage" - [3:59]
9. "Clash of Extinction (Unused)" - [1:40]
10. "Kirby Paint and Tile Plus" - [4:06]
11. "Bone Man Ben" - [3:38]
12. "Raptor Eggs" - [2:52]
13. "The Raptor Room" - [2:33]
14. "The Raptor Repartee" - [3:26]
15. "Eric Saves Alan" - [1:47]
16. "Tree People" - [2:01]
17. "Nash Calling" - [3:36]
18. "Party Crasher" - [3:17]
19. "Pteranodon Habitat" - [3:01]
20. "Tiny Pecking Pteranodons" - [3:23]
21. "Billy Oblivions" - [2:49]
22. "Brachiosaurus On the Bank" - [2:07]
23. "Reaching For Glory" - [2:31]
24. "Underwater Attack" - [2:11]
25. "Spinosaurus Confrontation" - [3:02]
26. "River Reminiscence" - [1:08]
27. "Ambush and Rescue" - [3:40]
28. "The Hat Returns/ End Credits (Album)" - [5:22]

## Diferències entre els àlbums i la pel·lícula
Un dels aspectes més interessants d'aquesta banda sonora és l'estil de fèrric com en 'King-Kong'. En la pel·lícula, això no obstant, algunes peces utilitzen barrajes alternades on el "ferro" és eliminat, deixant el vent i les cadenes. A més, almenys hi ha una secció alternativa. En els crèdits finals de la pel·lícula són també una versió diferent de la banda sonora de l'àlbum.

## Llista de peces completa
La llista completa de referència coneguda és la següent (incloent extres):
1. "Isla Sorna Sailing Situation" - [4:22]
2. "The Dig Site (Unused)" - [1:07]
3. "They Were Smart" - [1:42]
4. "A Walk in the Park" - [1:21]
5. "Resonating Chamber" - [1:17]
6. "Alan Goes (Album Mix Ending)" - [1:54]
7. "Dinosaur Fly-By (Album)" - [2:12]
8. "What's a Bad Idea (Album)" - [1:03]
9. "Coopers Last Stand" - [1:43]
10. "We Haven't Landed Yet" - [0:40]
11. "Frenzy Fuselage (Album Mix)" - [3:12]
12. "Clash of Extinction (Unused)" - [1:42]
13. "The Kirby's Story" - [4:06]
14. "Bone Man Ben" - [3:38]
15. "Raptor Eggs" - [2:52]
16. "The Raptor Room" - [2:34]
17. "The Raptor Repartee" - [3:26]
18. "Eric Saves Alan" - [1:47]
19. "Tree People" - [2:02]
20. "Nash Calling" - [3:36]
21. "Party Crasher" - [3:17]
22. "Pteranodon Habitat" - [3:01]
23. "Tiny Pecking Pteranodons" - [3:23]
24. "Bily Oblivion" - [2:49]
25. "Brachiosaurus on the Bank" - [2:07]
26. "Reaching for Glory" - [2:31]
27. "Underwater Attack" - [2:11]
28. "Spinosaurus Confrontation" - [3:02]
29. "River Reminiscence" - [1:08]
30. "Ambush and Rescue" - [3:40]
31. "The Hat Returns - End Credits (Album)" - [5:22]
32. "Big Hat, No Cattle (Source)" - [4:26]
33. "Alan Goes (Film Mix)" - [1:50]
34. "Dinosaur Fly-By (Extended Film Version)" - [2:21]
35. "Coopers Last Stand (Film Alternate) " - [1:23]
36. "Frenzy Fuselage (Film Mix)" - [3:11]
37. "Raptor Room (Film/Extended Choir Section)" - [1:21]
38. "Pteranodon Habitat (Film Alternate)" - [3:24]
39. "Underwater Attack (Film Mix)" - [2:05]
40. "Spinosaurus Confrontation (Film Mix)" - [3:02]
41. "Ambush and Rescue (Film Mix)" - [3:42]
42. "End Credits Suite (Film Alternate)" - [8:43]